# Gimme Shelter (film)
Gimme Shelter er en 1970 dokumentarfilm, fra instruktørerne Albert and David Maysles og Charlotte Zwerin, der kronologisk fortæller om The Rolling Stones tour American Tour 1969, der kulminerede i den ulykkelige Altamont Free Concert. Filmen har navn efter sangen Gimme Shelter, der var hovedsinglen fra The Stones album fra 1969 Let It Bleed. 

## Produktion
Filmen skildrer nogen af deres Madison Square Garden koncerter, som senere kunne høres på live albummet Get Yer Ya-Ya's Out!. Det viser også The Stones på arbejde i Muscle Shoals, Alabama, hvor de indspillede "Wild Horses". Andre artister der kan ses i dokumentarfilmen inkluderer blandt andet Ike og Tina Turner (som var nogle af dem der åbnede for The Rolling Stones på deres 1969 tour), The Flying Burrito Brothers, og Jefferson Airplane.
Meget af filmen handler om det der skete bag scenen for at få Altamont Free Concert til at lykkes. Derefter vises selve koncerten, hvor sikkerheden blev stillet til rådighed af Hells Angels. Som dagen skred frem, med stoffer og drikkende Hells Angels og publikummet, skiftede humøret til det værre. Kampe brød ud under Jefferson Airplan (forsangeren Marty Balin blev på et tidspunkt slået ud af en Hells Angel), og The Flying Burrito Brothers optrædende. På det tidspunkt da The Stones stod på scenen, var menneskemængden blevet rastløs.
Det var under sangen "Under My Thumb", at den at den 18 årige fan Meredith Hunter, blev stukket ihjel af et medlem af Hells Angels. Showet startede med "Jumpin' Jack Flash", og ikke med "Sympathy for the Devil".

## Sange
Her er en liste over de sange som kunne høres på filmen. 

### The Rolling Stones
- "Jumpin' Jack Flash"
- "(I Can't Get No) Satisfaction"
- "You Gotta Move"
- "Wild Horses" (i studiet på Muscle Shoals)
- "Brown Sugar"
- "Love in Vain"
- "Honky Tonk Women"
- "Street Fighting Man"
- "Sympathy for the Devil"
- "Under My Thumb"
- "Gimme Shelter" (live version)

### Ike and Tina Turner
- "I've Been Loving You Too Long" (fra Madison Square Garden)

### Jefferson Airplane
- "The Other Side of This Life" (fra Altamont)

### Flying Burrito Brothers
- "Six Days on the Road" (fra Altamont)